# Unserding
Unserding (Eigenschreibweise: SR UNSERDING; bis Mai 2016 103.7 UnserDing) ist das Jugendradio der Anstalt des öffentlichen Rechts des Saarländischen Rundfunks in Saarbrücken im Saarland. Das Programm wird teilweise (Spätabend- und Nachtschiene) in Kooperation mit dem Jungen Programm des SWR, DASDING, veranstaltet. Sendestart von Unserding war am 1. März 1999. Das Programm ging als Jugendmultimedia-Projekt in enger Kooperation mit dem SWR-Jugendradio DASDING auf Sendung.

## Programm

Logo von 2020 bis 2024

Schwerpunkt im Programm von Unserding ist montags bis freitags, von 5:15 Uhr bis 9:45 Uhr, eine Morning-Show (Franz was anderes – Die UNSERDING Morningshow). Unserding liefert zwischen 5:45 Uhr und 9:45 Uhr halbstündlich und zwischen 9:45 Uhr und 19:45 Uhr stündlich kompakte Nachrichten (Die Infos), Wetter- und Verkehrshinweise. Das Programm ist werbefrei, sendet aber Eigenpromotion in Form von Trailern und moderativen Hinweisen. Tagsüber wird ein Contemporary Hit Radio - Format (CHR) gesendet. Ab 20.00 Uhr wird das Programm von DASDING übernommen. Sonntags läuft ab 19.00 Uhr die Unserding Starthilfe mit musikalischen Newcomeracts aus Deutschland und der Region - diese Sendung ist auch als Podcast in der ARD Audiothek und anderen Streamingplattformen abrufbar. Zusätzlich sendet Unserding wöchentlich zwei eigene Musikspezialsendungen:
- Clubding: House, Minimal, Techno, Electro (montags mit Florian Schumacher - wird im Saarland und über DASDING auch in Baden-Württemberg und Rheinland-Pfalz ausgestrahlt)
- Schwarz: R&B, Soul und HipHop (freitags mit wechselnden Moderatoren und Moderatorinnen)

Außerdem übernimmt das Programm die Sendungen „Dasding Play“ (dienstags, mittwochs und donnerstags von 20.00–22.00 Uhr), „Musik-Nonstop“ (dienstags und mittwochs 22.00–24.00 Uhr) und die „Sprechstunde“ (donnerstags 22.00–24.00 Uhr) vom Partnersender Dasding. Im September 2014 erhielt Unserding zusammen mit den anderen jungen Programmen der ARD den Deutschen Radiopreis in der Kategorie „Beste Sendung“. Ausgezeichnet wurde die Gemeinschaftsproduktion „Kanzlercheck“, bei der die Hörer die beiden Spitzenkandidaten zur Bundestagswahl Merkel und Steinbrück befragen konnten.

## Programmmacher
Unserding unterliegt der Verantwortlichkeit des Programmchefs Thomas Rosch. Das Programm von Unserding selbst wird größtenteils von freien Mitarbeitern gestützt. Zur Programmleitung gehören: Thomas Rosch (Programmchef), Zlatin Nikov (Redaktionsleiter), Ute Fras und Johannes Morsch (Content-Chefs), Kolja Prichatz (Layouter Musik und Unterhaltung), Nicole Stenger und Tom Poss (Musikredakteure).
- Franz Johann
- Katrin Baron
- Eren Selcuk
- Aliena Pfeiffer
- Florian Rahbari Nejad
- Laura Kirsch
- Lukas Baumann
- Shanna Große
- Alexander Kumpf
- Franka Doliner
- Florian Schumacher

### Ehemalige Moderatoren
- Philipp Allar // Antenne Bayern[3]
- Eric Dessloch // SR
- Jessica Ziegler // SR
- Jonas Degen // SR
- Moritz Braun // SR
- Susanka Bersin // You FM
- Michael Dietz // 1 Live
- Daniel Franzen // Planet Radio
- Kadda Gehret alias Kadda van Eisbär // Bayern 3[4] und Puls
- Raphael Gensert
- Kerstin Mark // SR 1
- Sven Marcinkowski // SWR und RTL
- Alexandra Dietz // SWR
- Charlotte Maihoff // RTL
- Julia Gehrlein // SWR
- Christian von Scheve // You FM, hr3 und hr Fernsehen
- Christoph Tautz // You FM
- Andreas Willems
- Walter Ries
- Markus Trennheuser
- Freddie Schürheck // 1 Live und You FM
- Marek Nowacki // NDR 2
- Linda Reitinger // 1 Live
- Leonie Holz // SR 1 und SR Fernsehen

### Station-Voices
Station-Voices waren 2018:
- Christian Balser[5]
- Anni Sultany[5]

## Geplante Einstellung des Senders
Im Rahmen der von der Rundfunkkommission geforderten ARD-weiten Reformpläne zur Reduktion der Radiowellen soll Unserding 2027 zugunsten einer gemeinsamen Jugendwelle eingestellt werden. Künftig soll ein gemeinsames Programm mit Dasding (SWR) und You FM (HR) entstehen, wobei Dasding als Leitmarke erhalten bleiben soll.

## Empfang
Seit dem 17. Dezember 2003 wird das Programm terrestrisch mit 100 kW Sendeleistung saarlandweit und in den angrenzenden Regionen von Rheinland-Pfalz, Frankreich und Luxemburg auf der namensgebenden Frequenz 103,7 MHz vom Senderstandort Riegelsberg-Schoksberg, der Media Broadcast, ausgestrahlt. In Blieskastel (98,0 MHz, 5 kW) und St. Wendel (90,3 MHz, 100 Watt) wird das Programm über Stützfrequenzen verbreitet. Der SR hat sich aber entschieden, die Hauptfrequenz 103,7 MHz über den eigenen Sender Göttelborner Höhe zu verbreiten. Die Bundesnetzagentur hat hierzu am 18. April 2018 die Genehmigung erteilt, dennoch wurde bisher kein Umstellungstermin genannt.
Vorher wurde die mittelstarke technische Reichweite (stärkste Frequenz 105,0 MHz und 106,2 MHz mit 5 KW) über verschiedene Splitter-Frequenzen erreicht.

Die Stadtfrequenz in Saarbrücken ging damals an Jam FM (heute auf diesen Frequenzen bigFM Saarland) und die mittelstarken Frequenzen an DeutschlandRadio Berlin (heute Deutschlandfunk Kultur); die Frequenzen in Merzig und Mettlach gingen an Antenne West.
Außerdem kann Unserding im Digitalradio über DAB+ empfangen werden (Band III, Kanal 9A).
Den größten Erfolg hatte Unserding 2014, als täglich rund 101.000 Menschen Unserding hörten. Das entsprach einer Tagesreichweite von 10,9 % (Mo–Fr, 5–24 Uhr). Das war das bisher beste Ergebnis bei einer Media-Analyse von Unserding. (MA 2014/II) Aktuell hören zwischen 50.000 und 60.000 Menschen Unserding (Ma 2024/II).
Obwohl Unserding anders als die meisten anderen ARD-Wellen derzeit nicht über Satellit empfangen werden kann, speisen Unitymedia und Vodafone dieses Programm in ihre Kabelnetze ein.

## Halberg Open Air
Unserding veranstaltete mit dem Halberg Open Air jährlich bis 2017 das größte kostenlose Pop-Musikfestival der Region. Es fand am letzten Schultag vor den saarländischen Sommerferien statt.
Dieses wurde durch das SR Ferien Open Air ersetzt, das 2018, 2019 und 2023 in St. Wendel und 2024 in Dillingen stattfand. Der SR ist hierbei nur Medienpartner und kein Veranstalter mehr, da die Kosten zu hoch wären.